# 스크롤 락

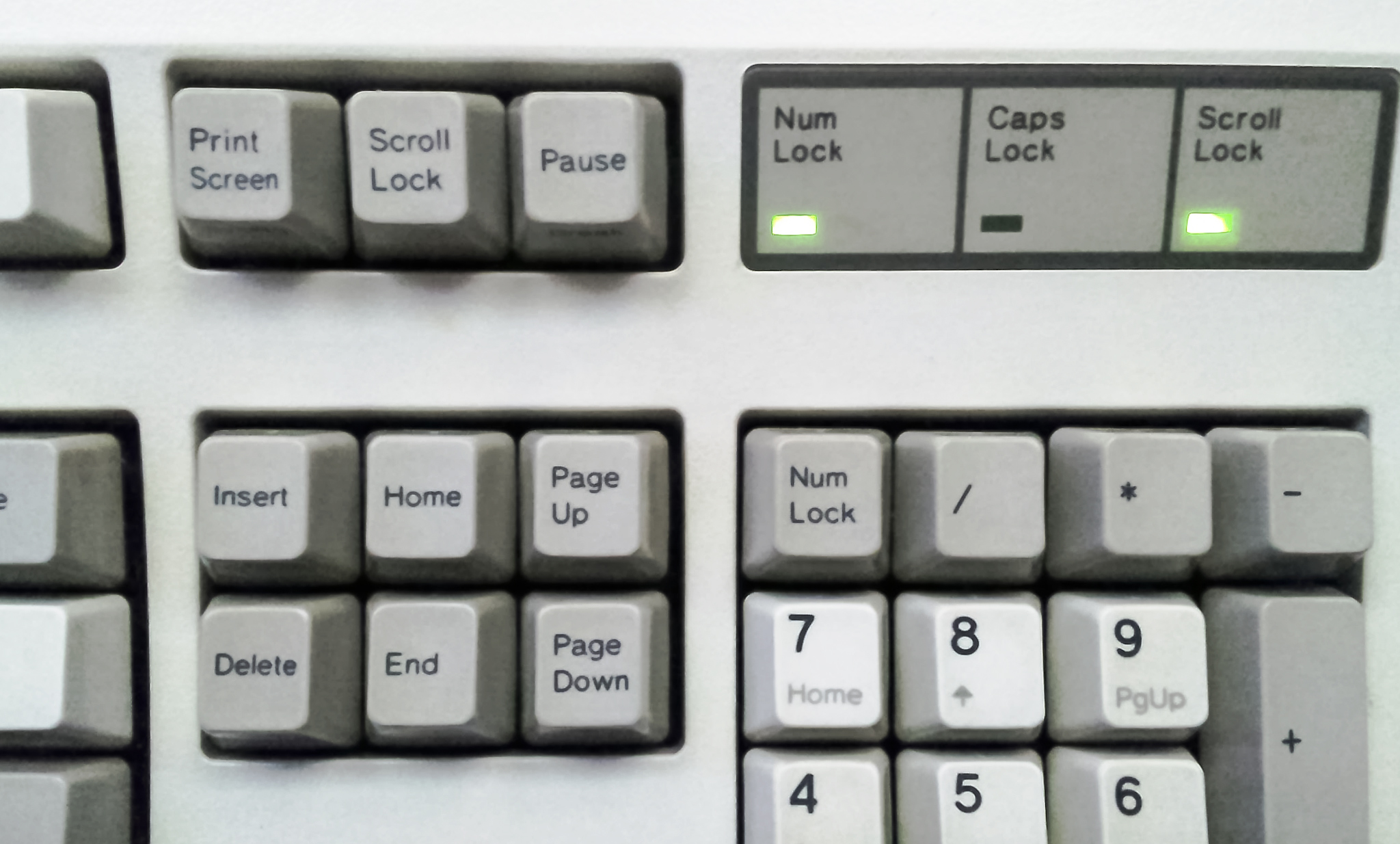
스크롤 락이 활성화되어 있는 모습.

스크롤 락(Scroll Lock)은 대부분의 PC 키보드에 있는 키이다.

## 역사
초기에 스크롤 락은 개인용 컴퓨터나 워크 스테이션용 자판에 대부분 포함되지 않았다. 그러다가 IBM PC용 자판에 포함되기 시작하였다. 본래의 용도는 방향키 기능의 확장이었다. Scroll Lock이 켜진 상태에서 방향키(↑↓←→)를 누르면 커서를 움직이는 대신 화면을 스크롤할 수 있었다. 이 용도에서 스크롤 락은 일종의 보조 키로 기능한 것이며, Caps Lock 키처럼 온/오프 상태를 갖는 토글 방식의 키 중 하나이다. 화면 스크롤에 마우스를 쓰기 시작하면서 스크롤 락의 필요성은 크게 줄어들었다.

## 같이 보기
- 방향키 (컴퓨터 자판)
- Pause 키
- 스크롤 휠